# DAW (Coventry)
DAW is een Brits historisch merk van motorfietsen.

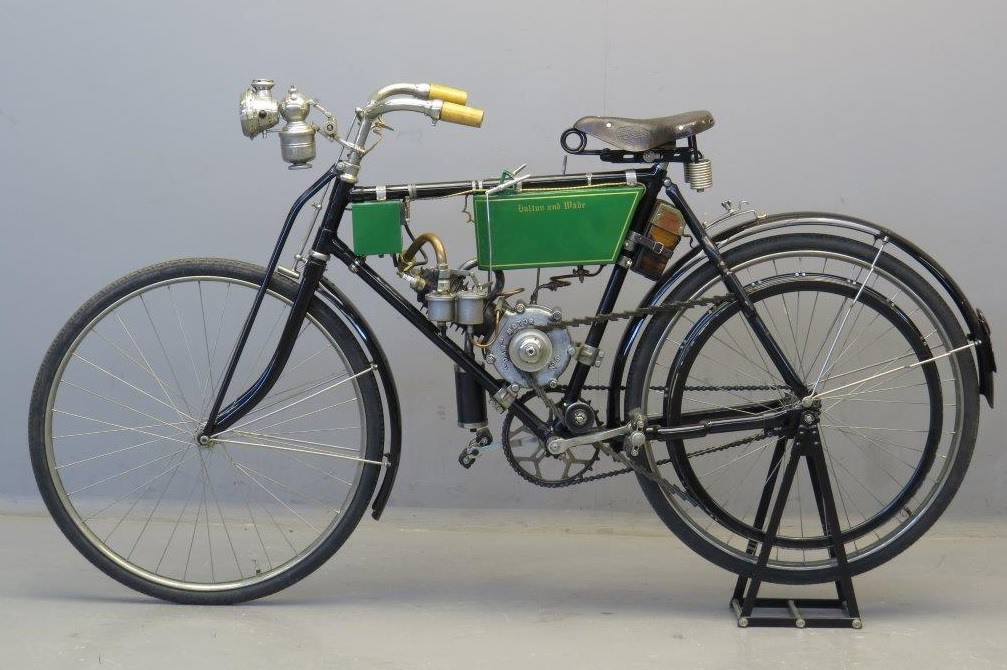
2¾ pk DAW uit 1903

De bedrijfsnaam was: Dalton And Wade, DAW motors, Coventry.
DAW was een kleine fabriek. Technicus Dalton wilde in 1901 zelf motorfietsen gaan bouwen en kwam de ingenieur en journalist F.R. Wade tegen. Deze wist alles van patenten en men richtte het merk Dalton and Wade op. Hoewel er enkele volledige Dalton and Wades gebouwd werden, was het merk voornamelijk bekend als leverancier van inbouw- en clip-on motoren. Er werden Minerva 2¾- en 3 pk-motoren in licentie gemaakt. De productie begon in 1902. In 1905 werd ze weer beëindigd. In die periode verdwenen de Franse en Belgische inbouwmotoren van de Britse markt omdat er intussen voldoende Britse bedrijven waren die inbouwmotoren leverden. Bovendien werden de Minerva-eencilinders niet meer doorontwikkeld omdat het bedrijf overschakelde op zwaardere en duurdere V-twins.
Er is nog een ander merk met de naam DAW geweest: DAW (München).